# ユニー航空
ユニー航空（ユニーこうくう、立榮航空、UNI Air）は、台湾の航空会社。立栄航空（りつえいこうくう）とも呼ばれる。エバーグリーン・グループの子会社として国内線や近距離国際線、国際線チャーター便を運航している。

## 概要
ユニー航空は馬公航空公司を前身として1988年8月6日に発足した。1995年にエバーグリーン・グループの子会社となった後、1996年3月に正式に現在の名称となった。1998年に競争力強化のため中華民国交通部主導で大華航空 (Great China Air) 及び台灣航空 (Taiwan Airways) と合併して現在に至る。ユニー航空の運行する路線ではビジネスクラスとエコノミークラスが用意され、ビジネスクラスの旅客はエバー航空の空港ラウンジが利用できる。
近年、台湾高速鉄道に押され、台北/松山 - 高雄線の廃止を発表。今後は、台湾高速鉄道と競合しない国内線や、台中や高雄など台北/桃園以外からの近距離国際線に力を入れていくとしている。

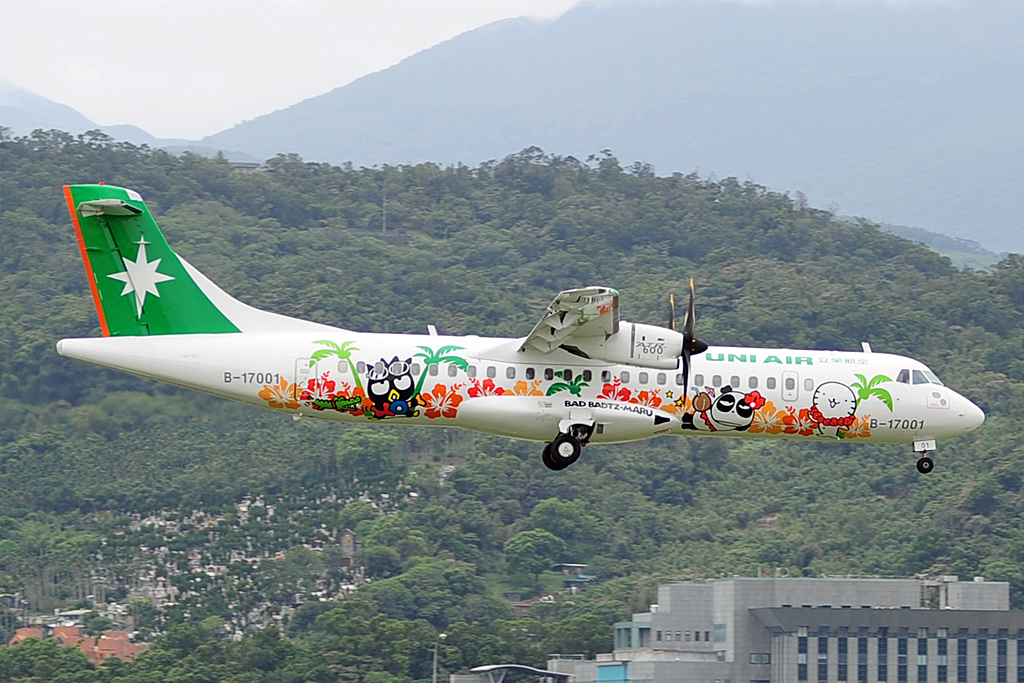
ATR-72 バッドばつ丸塗装

## 就航路線
| 国内線     | 国内線                                     | 国内線                                     | 国内線                                     | 国内線                                           |
| 就航空港   | 就航路線                                   | 就航路線                                   | 就航路線                                   | 就航路線                                         |
| ---------- | ------------------------------------------ | ------------------------------------------ | ------------------------------------------ | ------------------------------------------------ |
| 台北/松山  | 金門、馬公、花蓮、台東、馬祖北竿、馬祖南竿 | 金門、馬公、花蓮、台東、馬祖北竿、馬祖南竿 | 金門、馬公、花蓮、台東、馬祖北竿、馬祖南竿 | 金門、馬公、花蓮、台東、馬祖北竿、馬祖南竿       |
| 台中       | 金門、馬公、馬祖南竿                       | 金門、馬公、馬祖南竿                       | 金門、馬公、馬祖南竿                       | 金門、馬公、馬祖南竿                             |
| 高雄       | 金門、馬公                                 | 金門、馬公                                 | 金門、馬公                                 | 金門、馬公                                       |
| 台南       | 金門、馬公                                 | 金門、馬公                                 | 金門、馬公                                 | 金門、馬公                                       |
| 嘉義       | 金門、馬公                                 | 金門、馬公                                 | 金門、馬公                                 | 金門、馬公                                       |
| 花蓮       | 台北/松山                                  | 台北/松山                                  | 台北/松山                                  | 台北/松山                                        |
| 台東       | 台北/松山                                  | 台北/松山                                  | 台北/松山                                  | 台北/松山                                        |
| 馬祖北竿   | 台北/松山                                  | 台北/松山                                  | 台北/松山                                  | 台北/松山                                        |
| 馬祖南竿   | 台北/松山、台中                            | 台北/松山、台中                            | 台北/松山、台中                            | 台北/松山、台中                                  |
| 馬公       | 台北/松山、台中、高雄、台南、嘉義、金門    | 台北/松山、台中、高雄、台南、嘉義、金門    | 台北/松山、台中、高雄、台南、嘉義、金門    | 台北/松山、台中、高雄、台南、嘉義、金門          |
| 金門       | 台北/松山、台中、高雄、台南、嘉義、馬公    | 台北/松山、台中、高雄、台南、嘉義、馬公    | 台北/松山、台中、高雄、台南、嘉義、馬公    | 台北/松山、台中、高雄、台南、嘉義、馬公          |
| 国際線     |                                            |                                            |                                            |                                                  |
| 便名       | 路線                                       | 路線                                       | コードシェア                               | 機材                                             |
| B7501/7502 | 台北/松山                                  | 上海/浦東                                  | BR                                         | エバー航空のA321を使用。                         |
| B7511/7512 | 台北/松山                                  | 厦門                                       |                                            | エバー航空のA321を使用。                         |
| B7187/7188 | 台北/桃園                                  | 深圳                                       | ZH                                         | エバー航空のB787、B777、A330などの大型機で運航。 |

コードシェア
- BR-エバー航空
- ZH-深圳航空

## 保有機材
| 機種       | 保有数 | 座席数 |
| ---------- | ------ | ------ |
| ATR-72-600 | 14     | 70     |

同社はプロペラ機しか保有していないため、一部便はエバー航空のエアバスA321や大型機で運航されている。2016年から2022年まで、日本のサンリオと提携したバッドばつ丸の特別塗装機を運航していた。

## 事故、トラブル
- 1999年8月24日、873便 (MD-90型機) が花蓮空港へ着陸した際に、胴体前方部で爆発が起こった。乗客が危険物であるガソリンとバイク用のバッテリーを手荷物として持ち込み、機内火災に至った。この事故で乗員乗客96人の内乗客1人が死亡し、機体は胴体上部のほとんどが焼け落ちた。
- 2001年1月15日、台南空港から金門へ向かう 695便 (DHC-8-300) が着陸時に突風 (ウィンド・シア) を受け、バランスを崩して主脚を折損した。この事故での死者、負傷者はない。